# Calliopsis cincta
Calliopsis cincta là một loài Hymenoptera trong họ Andrenidae. Loài này được Cresson mô tả khoa học năm 1879.